# Neckeropsis touwii
Neckeropsis touwii är en bladmossart som beskrevs av Ryszard Ochyra 1989. Neckeropsis touwii ingår i släktet Neckeropsis och familjen Neckeraceae. Inga underarter finns listade i Catalogue of Life.